# 臺南市東區崇明國民小學
臺南市東區崇明國民小學，簡稱崇明國小，位於臺灣臺南市東區崇明，位於臺南市第四期市地重劃區，在崇明路上，緊臨臺南市立崇明國民中學。

## 願景
結合學校與社區資源，培養兒童具備「生活本位帶著走的能力」，經由「誠樸勤敬」的陶冶達成「健康活力、尊重關懷、創新超越、自我實現」的學校願景。

## 歷任校長
- 第一任校長 李光彥
- 第二任校長 左逢源
- 第三任校長 王海秀
- 第四任校長 楊宗頴（現任）

## 鄰近設施

### 文教
- 崇明國中
- 臺南市立臺南文化中心

### 醫療
- 臺南市立醫院

### 公園
- 巴克禮紀念公園

## 外部連結
- 臺南市東區崇明國民小學 （页面存档备份，存于）